# Werner Kiewitz
Werner Kiewitz (* 9. August 1891 in Breslau; † 1. Januar 1965 in Freiburg im Breisgau) war ein deutscher Diplomat.

## Leben
Der Sohn eines Festungsbauoffiziers besuchte das Humanistische Gymnasium im schlesischen Waldenburg und ging dann an die Kriegsschule Kassel, wo er zum Offizier ausgebildet wurde. Als solcher war er von 1910 bis 1920 aktiv und nahm am Ersten Weltkrieg teil. Danach kommandierte er ein Freikorps.
Von 1921 bis 1923 beteiligte er sich an der Festlegung der deutsch-polnischen Grenze und der Grenzziehung in Oberschlesien. Anschließend wurde er unter der Stresemann-Regierung in den auswärtigen Reichsdienst übernommen. Er legte 1924 die Staatsprüfung ab und wirkte fortan als Diplomat. So war er zum Beispiel 1929 Gesandter in Belgrad.
Ab Dezember 1934 arbeitete er als Ministerialrat unter Otto Meissner und Heinrich Doehle in der Präsidialkanzlei von Adolf Hitler.
Während des Zweiten Weltkrieges war er dem inhaftierten belgischen König Leopold III. als Begleitoffizier zugeteilt. Als solcher wurde er vom Oberst zum Hauptmann degradiert und zur SS-Sondereinheit Dirlewanger versetzt, weil er aus Sicht der Nationalsozialisten dem König zu sehr ergeben war und ihm zu große Freiheiten eingeräumt hatte.
Er geriet in sowjetische Kriegsgefangenschaft, aus der er im März 1946 entlassen wurde.
Nach 1949 arbeitete Kiewitz im Auswärtigen Amt des Bundesrepublik Deutschland. Von 1956 bis 1959 war Werner Kiewitz Leiter der Ordenskanzlei im Bundespräsidialamt.